# Donax faba
Donax faba is een tweekleppigensoort uit de familie van de Donacidae. De wetenschappelijke naam van de soort werd in 1791 voor het eerst geldig gepubliceerd door Johann Friedrich Gmelin.